# Kuiwen
Kuiwen är ett stadsdistrikt och säte för stadsfullmäktige i Weifang i Shandong-provinsen i norra Kina.